# Fík
Fík je považován za plod, ve skutečnosti je to uzavřené plodenství, vzniklé dozráním specializovaného květenství, tzv. sykonia. Sykonium je dužnatá baňka, obsahující uvnitř sebe mnoho květů. Fíkovník je rostlina jednodomá, v květenství se tedy vyskytují květy samčí i samičí. Těchto květů může každé květenství obsahovat až několik tisíc (v závislosti na druhu). Samičí květy mají dlouhou nebo krátkou čnělku a vykvétají mnohem dříve než samčí květy. Sykonium má cibulovitý tvar s malým otvorem, který umožňuje přístup opylovačů ke květům.

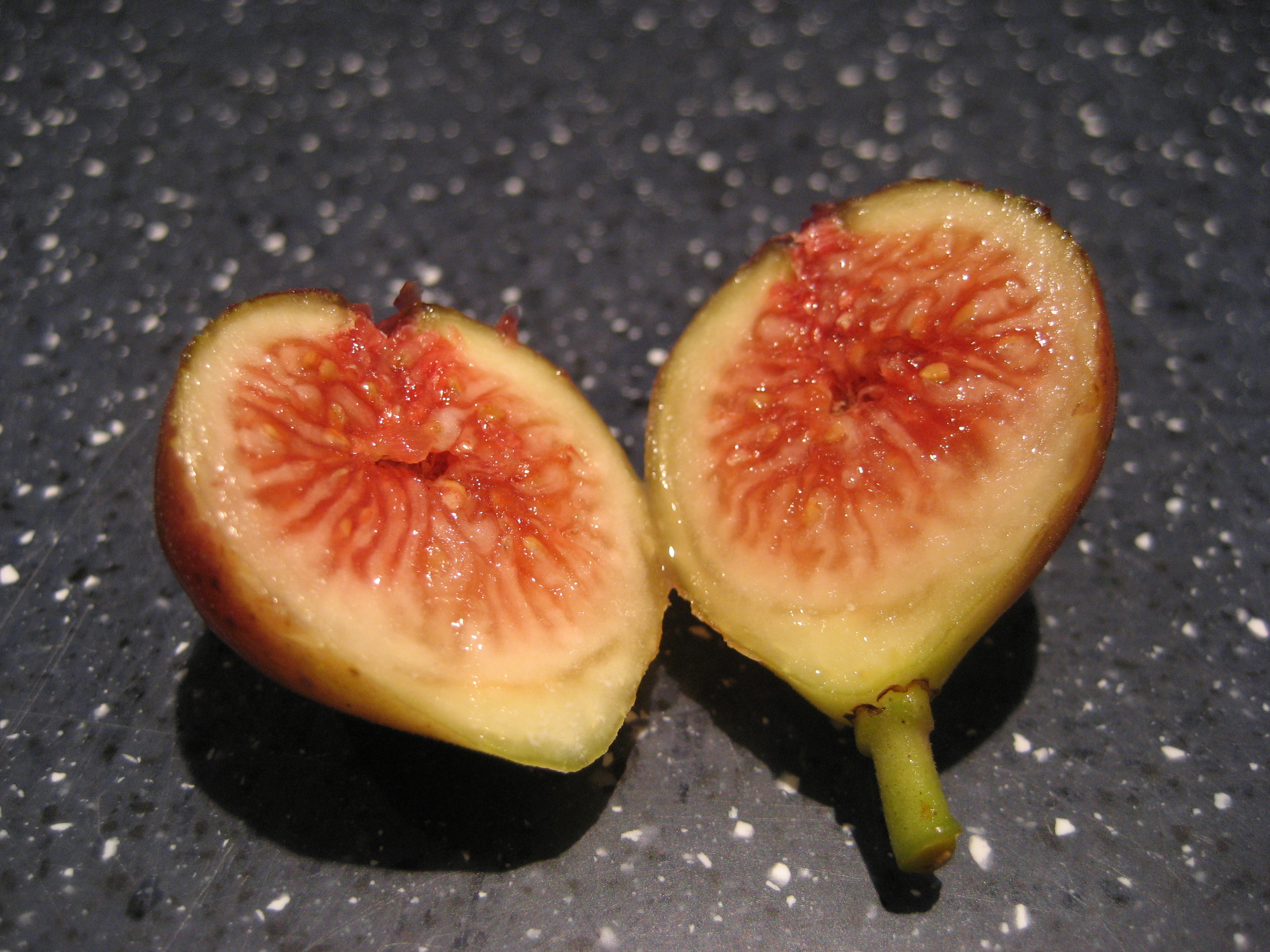
Rozřízlé sykonium
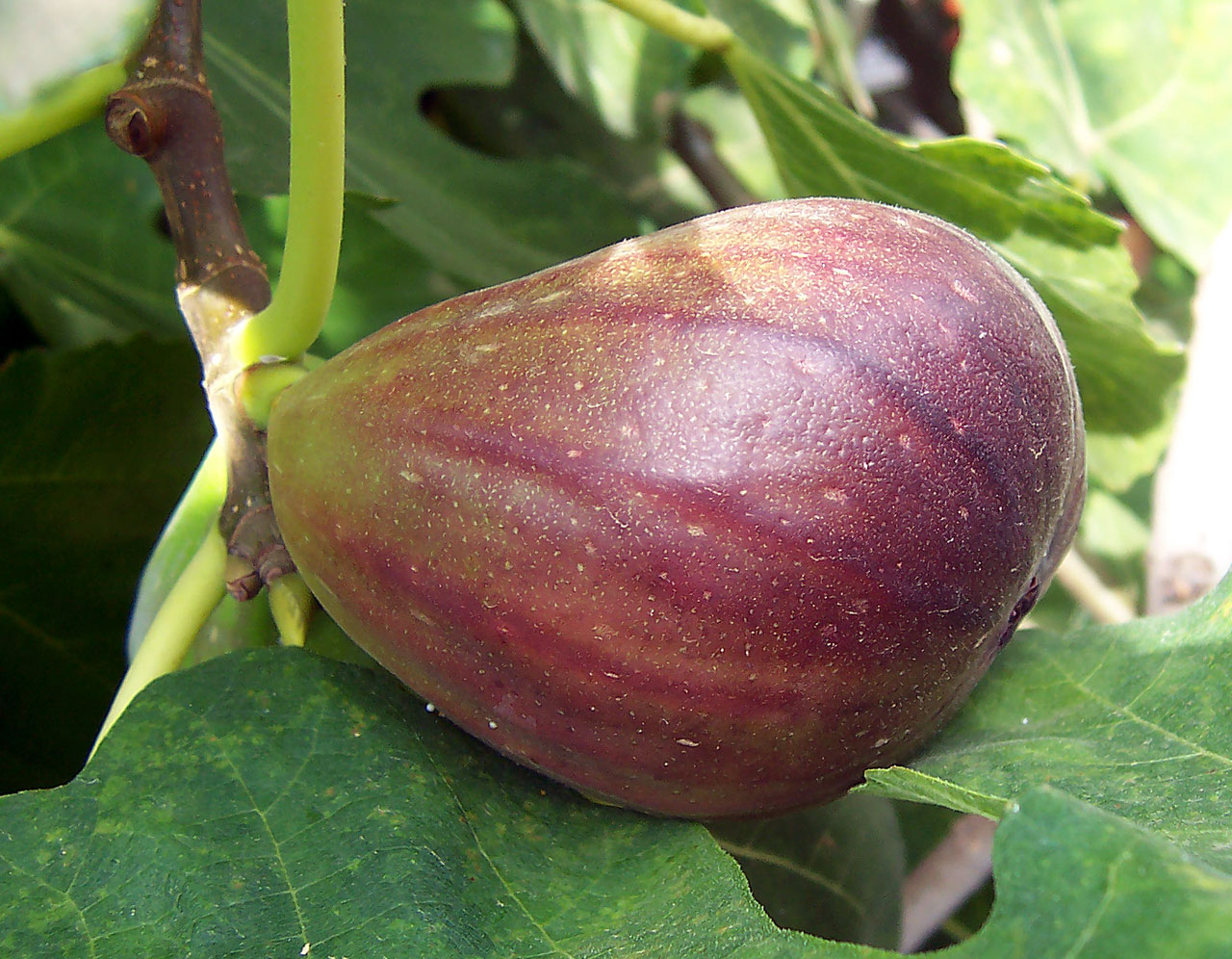
Sykonium

Fíky jsou kožní alergeny a jejich míza vážně dráždí oči. Obsahují projímavé látky, flavonoidy, cukry, vitamíny A a C, kyseliny a enzymy.

## Symbióza

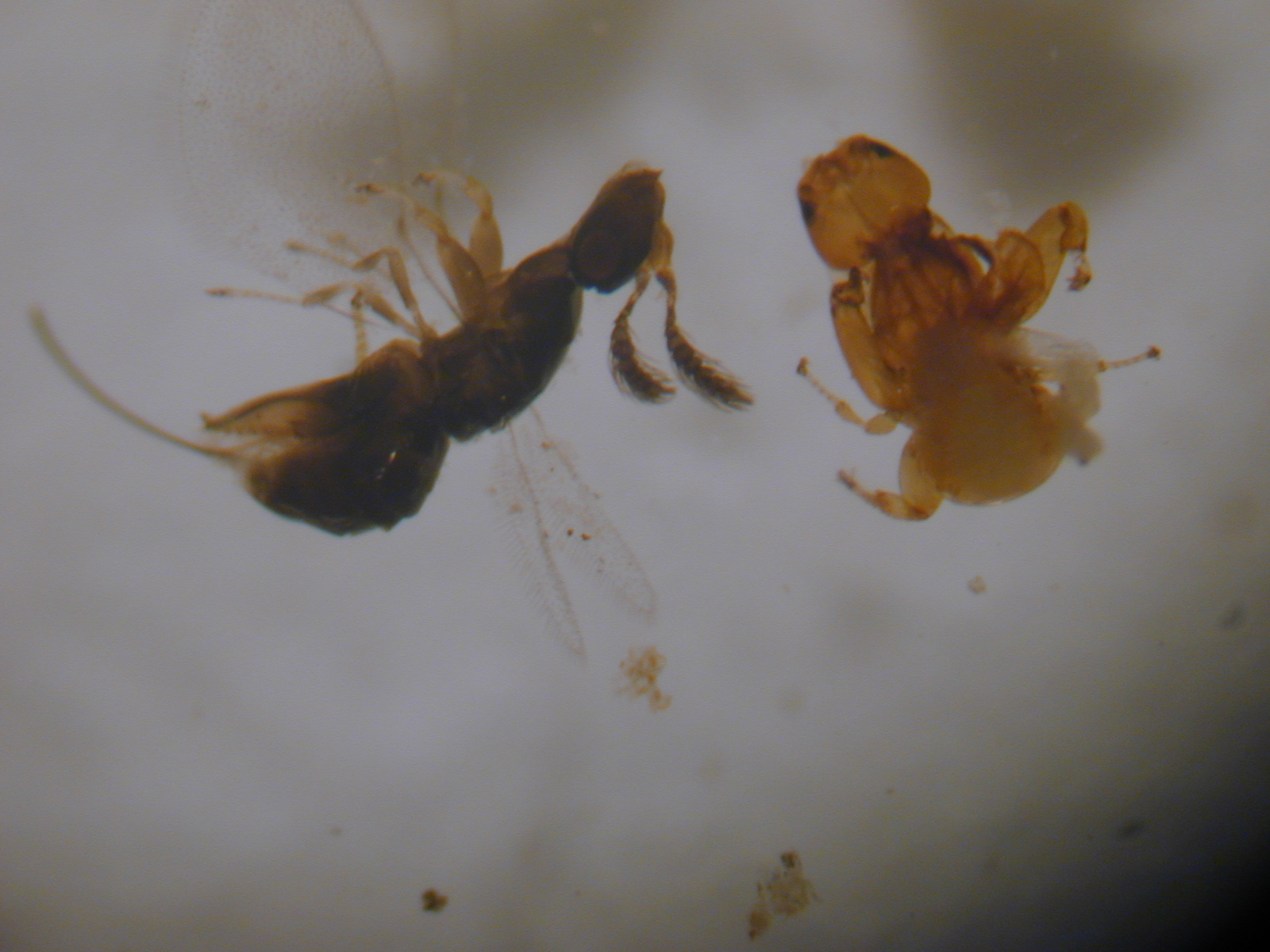
vosičky fíkovnice z čeledi agaonidae, samice a bezkřídlý samec

Fíky mají symbiotický, konkrétně mutualistický vztah s vosičkami fíkovnicemi (Agaonidae). Jejich oplozené samičky vlétávají do sykonií a do samičích květů s krátkou čnělkou kladou vajíčka. Pokoušejí se je klást také do květů s dlouhou čnělkou, ale v tom jim zabraňuje jejich příliš krátké kladélko. Tyto květy tedy pouze opylí. Potom vosičky zahynou. Odumřelé vosičky ve fíku zůstávají. Po nějaké době dozrají samčí květy a vytvoří pyl, opylené samičí květy s dlouhou čnělkou dozrají a vytvoří semena, z květů s krátkou čnělkou se vylíhnou mladé vosičky, samci i samice. Samci jsou bezkřídlí, oplodní samice a zahynou. Oplodněné samice pak nasbírají do speciálních váčků pyl z právě dozrálých samčích květů a opustí sykonium, aby se vydaly hledat nějaké jiné. Když ho najdou, celý cyklus se opakuje.
Existují vosičky, které na tomto vztahu parazitují – kladou vajíčka, ale pyl nepřenáší. Paraziticky se může chovat i rostlina, a to sice tvorbou sykonia obsahujícího pouze samičí květy s dlouhou čnělkou. V každé populaci fíkovníků i vosiček se nachází určité procento těchto parazitů, ale jednak působí na fíkovníky i vosičky veliký evoluční tlak, aby se nepoctivé partnery naučili rozeznávat, a jednak populace, v níž by paraziti překročili určitou mez, by vyhynula. Proti těmto silám působí zjevná výhoda parazitizmu – není třeba vytvářet struktury, potřebné pouze pro partnera. Tyto dva protichůdné tlaky udržují procento parazitů v určitých mezích.

## Průměrný obsah látek a minerálů
Tabulka udává dlouhodobě průměrný obsah živin, prvků, vitamínů a dalších nutričních parametrů zjištěných v čerstvých fících.
| Složka          | Jednotka | Průměrný obsah | Prvek (mg/100 g) | Průměrný obsah | Složka (mg/100 g) | Průměrný obsah |
| --------------- | -------- | -------------- | ---------------- | -------------- | ----------------- | -------------- |
| voda            | g/100 g  | 23,6(*)        | Na               | 57             | vitamin C         | 1              |
| bílkoviny       | g/100 g  | 3,3            | K                | 890            | vitamin D         | 0              |
| tuky            | g/100 g  | 1,5            | Ca               | 73             | vitamin E         | –              |
| cukry           | g/100 g  | 48,6           | Mg               | 29             | vitamin B6        | 0,24           |
| celkový dusík   | g/100 g  | 0,52           | P                | 73             | vitamin B12       | 0              |
| vláknina        | g/100 g  | 6,9            | Fe               | 2,2            | karoten           | 0,06           |
| mastné kyseliny | g/100 g  | stopy          | Cu               | 0,47           | thiamin           | 0,07           |
| cholesterol     | g/100 g  | 0              | Zn               | 0,6            | riboflavin        | 0,09           |
| energie         | kJ/100 g | 889            | Mn               | 0,5            | niacin            | 0,7            |

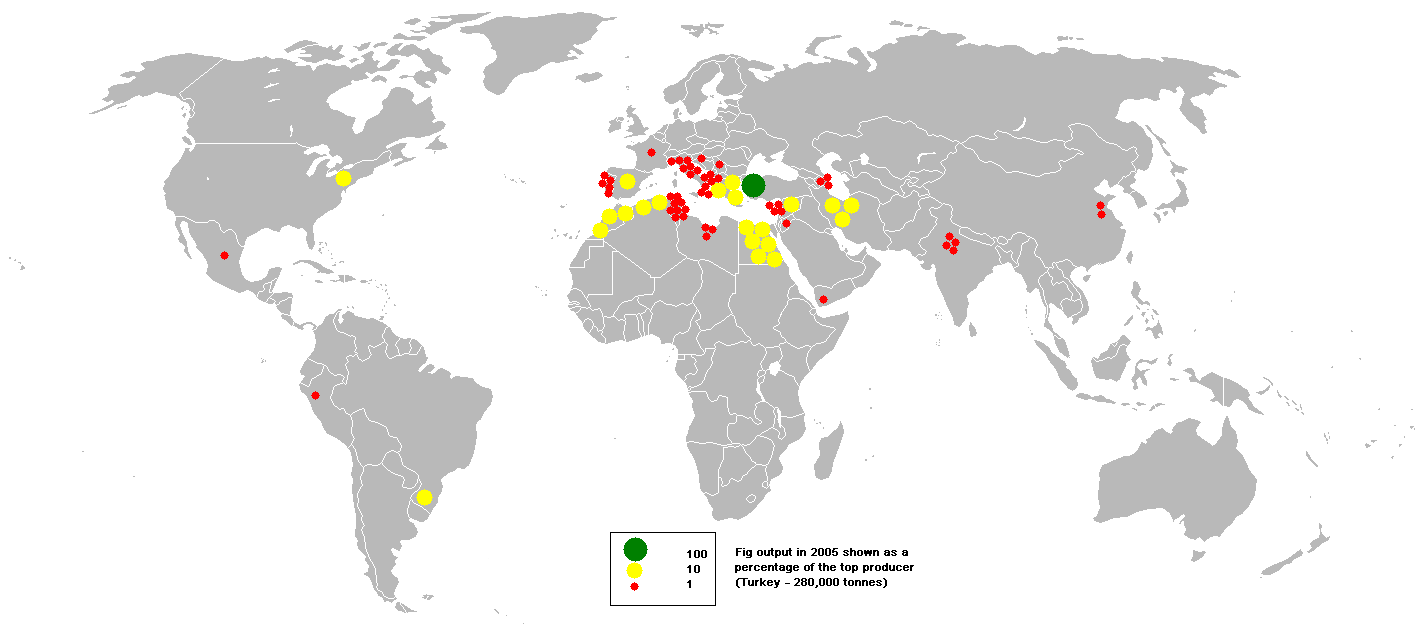
Světová produkce fíků v roce 2005

(*) Pravděpodobně chybný údaj, skutečnosti odpovídá spíše hodnota 83,6 % vody.

## Produkce fíků
V roce 2014 činila světová produkce fíků 1,14 milionu tun. Největším pěstitelem bylo Turecko, následované Egyptem, Alžírskem, a Marokem. Tyto čtyři státy vypěstovaly 64 % světové produkce.
| Produkce fíků v tunách – 2014 (t) | Produkce fíků v tunách – 2014 (t) |
| --------------------------------- | --------------------------------- |
| Turecko                           | 300 282                           |
| Egypt                             | 176 105                           |
| Alžírsko                          | 128 620                           |
| Maroko                            | 126 554                           |
| Írán                              | 72 672                            |
| svět celkem                       | 1 137 730                         |
| Zdroj: United Nations FAOSTAT     |                                   |